# لوئیس ویگورو ریورا
لوئیس ویگورو ریورا (انگلیسی: Luis Vigoreaux؛ ۱۲ آوریل ۱۹۲۸ – ۱۷ ژانویهٔ ۱۹۸۳) هنرپیشه، کمدین، تهیه‌کننده و میزبان نمایش‌های رادیویی و تلویزیونی اهل پورتوریکو بود. وی در تاریخ ۱۷ ژانویه ۱۹۸۳ به طرز وحشیانه‌ای به قتل رسید. در سال ۱۹۸۶ همسرش به اتهام برنامه‌ریزی برای قتل، گناهکار شناخته شد.